# 40409 Taichikato
40409 Taichikato este un asteroid din centura principală de asteroizi.

## Descriere
40409 Taichikato este un asteroid din centura principală de asteroizi. A fost descoperit pe 6 septembrie 1999 la Ceccano de Gianluca Masi. El prezintă o orbită caracterizată de o semiaxă mare de 2,45 ua, o excentricitate de 0,21 și o înclinație de 3,5° în raport cu ecliptica.